# Violentango
Violentango es una banda de tango instrumental contemporáneo fundada por Adrián Ruggiero, Camilo Córdoba, Juan Manuel López, Santiago Córdoba y Ricardo Jusid en diciembre de 2004 en Buenos Aires, Argentina. Compuesto por dos guitarras clásicas, bandoneón, percusión y bajo eléctrico, La banda reinvento las formas clásicas del tango aproximándose a otros estilos musicales y nuevas generaciones tanto en Europa como en América Latina. Es la primera banda de tango moderno en participar del Glastonbury Festival (UK) en dos ocasiones (2010/2011), uno de los festivales más importantes del mundo.

## Antecedentes
Violentango surgió a partir del conjunto Violentrío Tango y Milonga que tenía como integrantes a Juan Manuel López y Camilo Córdoba en guitarras y a Adrián Ruggiero en bandoneón y guitarra.
Desde su inicio se caracterizó por la originalidad de sus composiciones e improvisaciones y por el enfoque energético de su actitud escénica, un toque moderno y vibrante que distingue sus shows.

## Estilo musical
La música compuesta por selectos elementos de diferentes estilos musicales, muestra melodías vertiginosas y claras, armonías mezcladas con paisajes del jazz y una sección rítmica que combina elementos de la música electrónica con ritmos clásicos del tango. La innovación estilística que resulta de esta mixtura de lenguajes lleva a Violentango a instalarse como una de las propuestas más aclamadas dentro de la corriente del nuevo tango y a participar de importantes festivales internacionales de tango, folklore, rock, jazz y world music.
Con su particular formación quiebra los límites de las estructuras del tango y evoca, tanto a la melancolía de Buenos Aires, como al virtuosismo del rock progresivo de los años 60 y 70.

## Formación
Su atípica formación instrumental está compuesta por dos guitarras clásicas, un bajo eléctrico, percusión a gran escala y bandoneón. Esto, sumado a los arreglos y su calidad compositiva, imprime en Violentango un sonido signado de fuerza y vitalidad, tamizado por las influencias contemporáneas de las que provienen sus integrantes, sin pretensiones de clasicismo pero que a su vez resulta atemporal y legítimo.

### Integrantes actuales
- Adrián Ruggiero (bandoneón / guitarra)
- Camilo Córdoba (guitarra de nilón)
- Juan Manuel López (guitarra de nilón)
- Santiago Córdoba (cajón / misceláneas de hule, uña y hierro)
- Ricardo Jusid (bajo eléctrico)

Su escenario principal fue la ruta, lo que les posibilitó llegar a tocar en escenarios de primer nivel junto a artistas como Branford Marsalis, Os Mutantes, Buena Vista Social Club, Mercedes Sosa y Pedro Aznar en Cosquín, McToy Tyner, y también los llevó a participar del Festival Glastonbury en tres ediciones consecutivas y de los principales festivales de Latinoamérica.

## Discografía

### 28 kg.Vinilo en vivo (2006)
1. Intro / El choclo
2. Los mareados
3. Milonga del ángel (p1)
4. Nocturna
5. 9 de Julio
6. Portal del ángel
7. Milonga del ángel (p2)
8. Intro 2
9. La cumparsita
10. Violentango

### Buenos Aires 3 A.M (2007)
1. Violentango
2. Nocturna
3. 'ntro
4. 'l Choclo
5. La Cumparsita
6. Canaro en París
7. Napoleón
8. A fuego lento
9. Milonga de mis amores
10. Barcewalking
11. Libertango

### Rock de nylon (2009)
1. Barceluna
2. Don Agustín Bardi
3. Tinta negra
4. Fuga y misterio
5. Quejas de bandoneón
6. Menos sol
7. 'l viejo se nos fue
8. Dos estrellas en el cielo

### Escape (2013)
1. Le Petit Rhone y la Cigale
2. Escape porteño
3. Ciudades avanzando
4. Camélidos del NOA
5. Un recuerdo de Astor
6. Pánico y locura en el sifó
7. Fierro caliente
8. Chacarita afuera